# Florentius Schoonhoven

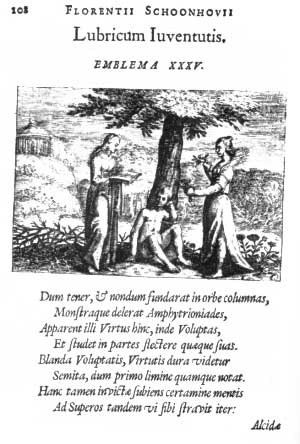
Pagina uit "Emblemata": "Herakles tussen Deugd en Genot"

Florentius Schoonhovius (Gouda, 1594 - aldaar, 5 oktober 1648) was een Nederlands dichter (in het Latijn) en jurist.
Florentius Schoonhovius (Floris van Schoonhoven), zoon van de Goudse burgemeester en regent Dirck Jacobsz Schoonhoven (een vriend van Hugo de Groot) en Niesje Verharst (dochter van de Goudse burgemeester Floris Verharst), doorliep de Latijnse school bij Wilhelmus Traudenius in Gouda en studeerde daarna vanaf 1611 filosofie en rechten in Leiden. Na het afronden van zijn Leidse studie in 1614 maakte hij een reis door Europa en studeerde enige tijd in Orléans en Angers. Na zijn terugkeer vestigde zich als jurist in Gouda. Zijn moralistische dichtwerken in het Latijn (Emblemata) werden gedrukt bij Jasper Tournay in nauwe samenwerking met Andreas Burier te Gouda. Hiervan verscheen een Nederlandse vertaling/ bewerking door Jacob van Zevecote (Emblemata ofte Sinnebeelden met Dichten verciert, 1626 en 1638).
Schoonhovius bekeerde zich op latere leeftijd tot het katholicisme. Volgens de stadshistoricus Ignatius Walvis was zijn weerzin tegen de gerezen twisten tussen Gomarus en Arminius zo groot, "dat hij tot zijne moederkerke wederkeerde". Waarschijnlijk is deze stap de reden, dat hij niet - zoals zijn vader en grootvader - burgemeester van Gouda is geworden (hoewel dit abusievelijk wel in een toelichting bij zijn portret door het Rijksmuseum wordt beweerd). Hij was dijkgraaf van de Krimpenerwaard, een functie die hij in 1624 verloor, waarschijnlijk, volgens Abels, vanwege zijn overgang naar het katholicisme.
Schoonhovius kocht in 1634 een huis op de Westhaven in Gouda, naast het huis van zijn vader. In de voorgevel van dit huis bevindt zich een gevelsteen met zijn familiewapen. Hij trouwde in 1616 met de uit Haastrecht afkomstige Anna Thomasdr.

## Bibliografie

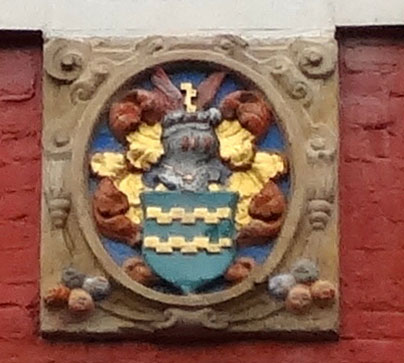
Het wapen van Florentius Schoonhoven in de voorgevel van het pand aan de Westhaven 40

## Gedicht van Florentius Schoonhoven
EMBLEMA XVI
Quid sibi vult rabido Vulpes conjuncta Leoni?
Scilicet ut Vires adjuvet usque Dolus
Wat wil het zeggen dat de wilde leeuw een vos naast zich heeft?
Natuurlijk dit
dat kracht met listigheid gepaard moet gaan.
(vertaling dr. J.H. Meter)